# Дург
Дург (англ. Durg, хинди दुर्ग) — город и муниципалитет в западной части индийского штата Чхаттисгарх. Административный центр округа Дург.

## География
Расположен приимерно в 60 км к западу от административного центра штата, города Райпур, к востоку от реки Сеонатх (приток Маханади), на высоте 289 м над уровнем моря.
Климат города характеризуется как засушливый тропический. Максимальные температуры отмечаются в мае и июне и достигают 45°С. Сезон дождей продолжается с июля по сентябрь. Годовая норма осадков — около 1000 мм.

## Население
По данным переписи 2001 года население города составляет 231 182 человека. Мужчины составляют 51 % населения, женщины — 49 %. Средний уровень грамотности — 72 %, что выше, чем средний по стране показатель 59,5 %. 13 % населения — дети младше 6 лет.

## Транспорт
Через город проходит национальное шоссе № 6 (Мумбаи — Нагпур — Калькутта). Имеется железнодорожное сообщение. Ближайший аэропорт находится в Райпуре.